# Baccharis brachystachys
Baccharis brachystachys là một loài thực vật có hoa trong họ Cúc. Loài này được (Baker) Malag. & J.E.Vidal mô tả khoa học đầu tiên năm 1952.